# Seeking the Magic Mushroom

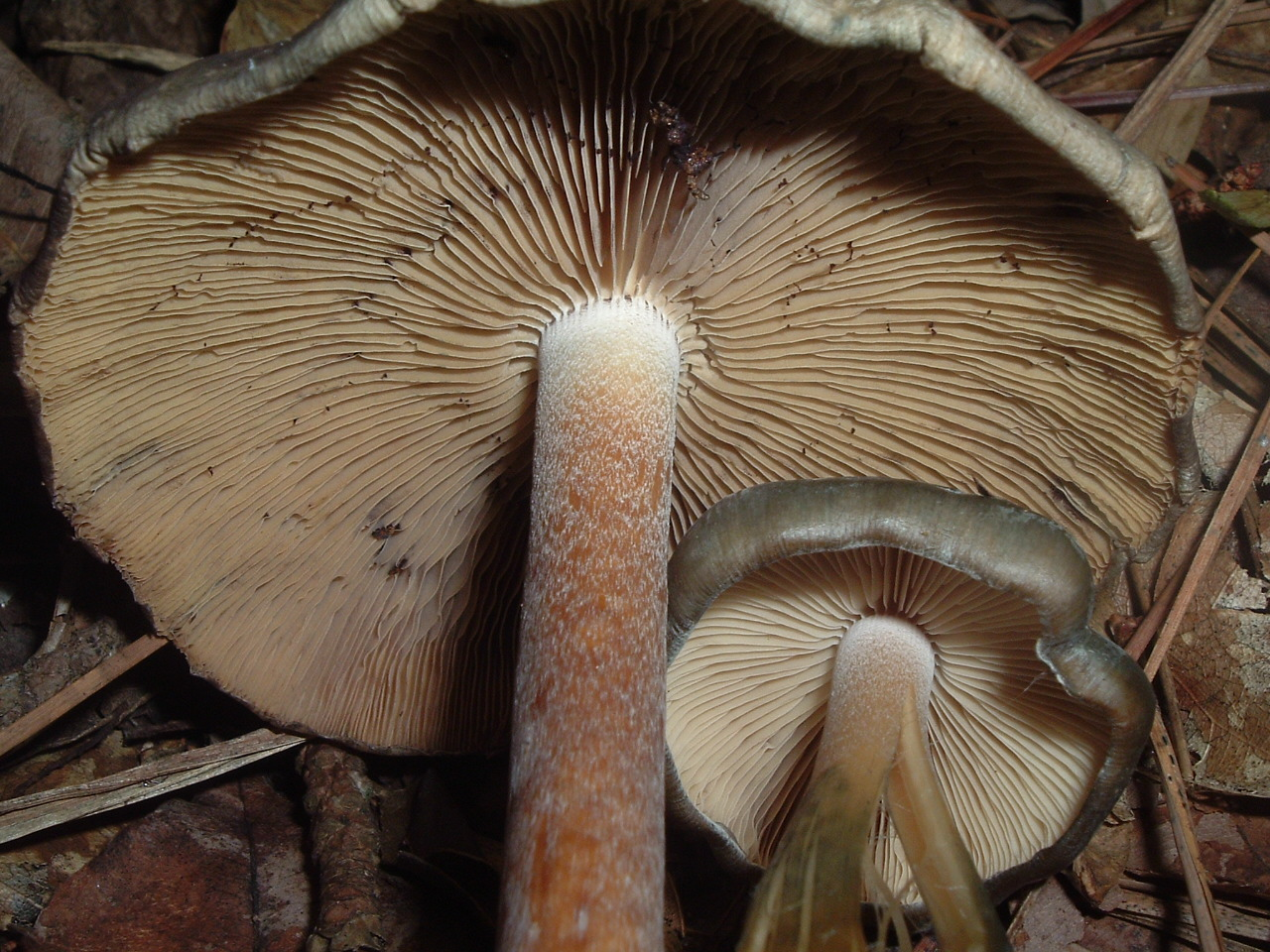
Psilocybe caerulescens. Wasson consomma cette espèce le 29 juin 1955. Cette expérience devint la base de cet essai.

Seeking the Magic Mushroom, en français A la recherche du champignon magique, est un article à mi-chemin entre l'album de photographies et l'essai écrit par le mycologue amateur Robert Gordon Wasson et publié en 1957 dans Life. Il y décrit son expérience d'ingestion de la psilocybine en 1955 lors d'un rituel mazatèque à Oaxaca de Juárez. Il fut l'un des premiers Occidentaux à participer à ce type de cérémonie et à en décrire les effets psychoatifs
L'essai contient les photographies d'Allan Richardson et les illustrations de plusieurs espèces de Psilocybe collectées et identifiées par le botaniste Roger Heim, directeur du Musée d'histoire naturelle à Paris. Écrit à la première personne, il apparaît le 13 mai dans Life.
L'essai fait partie d'un ensemble de trois travaux menés en parallèle à propos des champignons. Il fut précédé par la publication de Mushrooms, Russia and History, un livre en deux volumes écrit par Wasson et sa femme, Valentina Pavlovna Wasson, et suivit six jours plus tard par « I ate the Sacred Mushroom », une interview de cette dernière parue dans This Week. Contre la volonté de Wasson, un rédacteur ajouta le terme « Magic Mushroom » et l'introduisit dans la culture populaire. L'essai influença la contre-culture américaine des années 1960 et conduisit de nombreux hippies à voyager au Mexique à la recherche du champignon, dont Timothy Leary.  Dans les années 1970, Wasson exprima ses regrets pour la publicité donnée à la culture des Mazatèques et la profanation du rituel fongique.

## Contexte
Wasson commença à s'intéresser à la mycologie lors de sa lune de miel à Catskill Mountains en 1927 Sa seconde épouse, Valentina Pavlovna Wasson, originaire de Moscou identifiait et collectait les champignons dans la forêt tandis qu'il en éprouvait du dégoût. L'incident éveilla cependant l'intérêt de Wasson et marque l'origine de ses contributions ultérieures à l’ethnomycologie.
En 1952, le poète anglais Robert Graves  envoya une lettre contenant un article citant l'ethnobotaniste Richard Evans Schultes à propos de l'usage rituel des champignons par les Mésoaméricains du 16e siècle.
Le rituel fut observé la première fois dans les temps modernes en 1938, par l'anthropologue américain Jean Basset Johnson, dans la municipalité de Huautla de Jiménez, dans la  Sierra Mazateca Dès 1953, Wasson voyagea plusieurs fois au Mexique. En 1955, à Huautla de Jiménez, Wasson et Allan Richardson, photographe de la New York society, participent à ce rituel avec la guérisseuse Maria Sabina, où ils furent, selon les mots de Wasson, « les premiers hommes blancs dans l'histoire connue à manger les champignons divins » Bien entendu, ce fait reste invérifiable. En 1956, pendant un repas au Century Club à New York, un rédacteur du Time exprima son intérêt pour leur expérience et les invita à la raconter

## Références

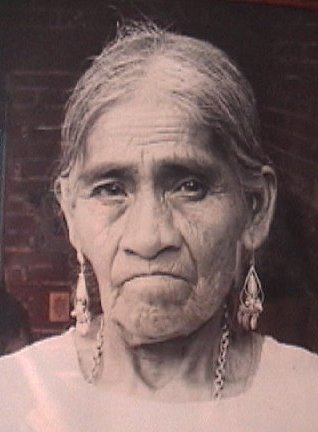
Maria Sabina